# 餞別
| ウィキペディアには「餞別」という見出しの百科事典記事はありません（タイトルに「餞別」を含むページの一覧/「餞別」で始まるページの一覧）。 代わりにウィクショナリーのページ「餞別」が役に立つかもしれません。 |